# Karel Hynie
Karel Hynie (21. května 1946 Praha – 8. dubna 2021 Praha?) byl český filmový a televizní producent, scenárista a režisér. V roce 2008 debutoval jako spisovatel.

## Život
Po střední všeobecně vzdělávací škole studoval na Vysoké škole chemicko-technologické, ale studia nedokončil. Nastoupil jako průvodčí Dopravního podniku hl. m. Prahy. Poté, co nastoupil jako asistent produkce do Československé televize, vystudoval FAMU a stal se vedoucím produkce. Dále působil jako dramaturg, scenárista a režisér. 

## Dílo

### Dokumentárními cykly
- Lapidárium
- Československo ve zvláštních službách
- Cenzurované sny
- Ztráta paměti

### Spoluautorství dokumentů
- Svět podle Syrovátky
- Hokej!!!
- Razítko na normalizaci

### Režie
- Návrat do neobyčejných let (s Pavlem Taussigem)
- Cestovní zpráva z lodi Gruzia
- Doktorka přes divadlo
- Exegi monumentum
- Kruhy osudu Olgy Fikotové-Connolly
- Na slunné straně Milešovky, 1993

## Kniha
- román Volha, záznam o provozu motorového vozidla,

Napsal na motivy svých vzpomínek. Vyšel roku 2008 v Příbrami v nakladatelství Pistorius & Olšanská. Jan Pachl podle něj v roce 2022 napsal scénář pětidílného televizního seriálu Volha, který Česká televize vysílala v roce 2023. 